# Михаэль Драу
Михаэ́ль Дра́у (настоящее имя Михаил Рувимович Сергеев; род. 7 февраля 1981 года) — фронтмен, вокалист, автор текстов песен и сценического шоу российской дарквейв-группы Otto Dix, автор нескольких литературных произведений в жанре киберпанк.

## Биография
Родился в Хабаровске. Окончил факультет романо-германских языков Института лингвистики и международных коммуникаций Хабаровского государственного педагогического университета. По профессии лингвист, но работал дизайнером-верстальщиком, а также преподавал английский язык в частной языковой школе. С самого детства занимался творческой деятельностью, сочиняя произведения в стиле «фэнтези». В дальнейшем увлекается рисованием, компьютерной графикой, прозой, стихотворениями, слешем. Автор романов «Топливо» и «Плоть и сталь», изданных в 2007 и 2009 годах соответственно, а также вышедшего в 2008 году сборника рассказов «Ошибка программы», составитель литературного альманаха «Город».
Пением стал заниматься в 22 года. По его собственным словам, Драу обладает редким мужским голосом — контратенором, из-за чего его вокал звучит «бесполо», так как контратенор по высоте соответствует женскому контральто либо меццо-сопрано:
— Мой голос, контр-тенор, хоть редко, но встречается, — утверждает Михаэль. — Это самый высокий из мужских голосов. В детстве у мальчиков тоненькие голоса. Потом в подростковом возрасте они ломаются и становятся совершенно другими. Но иногда этого не происходит — может, в силу гормональных особенностей. К этой категории отношусь и я. Мой голос стал только немного ниже. Но всю уникальность этого я осознал только лет в 19, когда понял, что голос уже не сможет измениться.
Увлекается готикой (в особенности — шварц-сценой) с 1999 года. Любимые группы — «Das Ich», «Deine Lakaien», «Skorbut», «Rammstein», «Seelenzorn». В 2004 году вместе с Сергеем Слободчиковым, выступающим под псевдонимом Мари Слип, основал группу «Otto Dix».

## Интересные факты
- Высокий голос, а также андрогинные внешность и сценический образ Михаэля Драу, часто становится причиной того, что незнакомые с группой слушатели принимают его за женщину[1], кем она и являлась до гормонотерапии и операции по смене пола в 2018 году[источник?].
- Любимое животное певца — морская свинка[1].
- Песня «Страна туманов» из альбома Mortem (2012) написана о Южной Германии, где незадолго до этого и побывал музыкант[5].
- В песне «Кто как бог» из альбома Mortem (2012) Михаэль использует так называемое «горловое пение на запертом звуке», или «рокот», что позволяет ему извлекать ноты гораздо ниже обыкновенного диапазона контр-тенора. По этой причине среди фанатов группы распространено мнение, что вокал в этой песне принадлежит Мари Слипу, клавишнику группы «Otto Dix». При этом техника горлового пения обеспечивает относительно небольшую громкость звучания, по этой причине песня «Кто как бог» вживую не исполняется[5].
- Один из любимых писателей Михаэля Драу — Айзек Азимов[6].
- Неоднократно упоминал, что не намерен сочинять и исполнять песни на каком-либо ином языке, кроме русского[5], однако в середине 2022 года выпустил англоязычную песню «Strong Russian Accent»[7].
- Михаэль Драу послужил прототипом персонажа по имени Даниэль Дроу из рассказа российского писателя Антона Вильгоцкого "Прах праху", входящего в состав романа в новеллах "Сувениры Тьмы".

## Дискография

### Otto Dix
См. раздел "Дискография" в статье Otto Dix.

### Vigilia
| Год  | Название         | Информация                                                              |
| ---- | ---------------- | ----------------------------------------------------------------------- |
| 2013 | All Prophets Lie | - Тип релиза: LP - Лейбл: Dizzaster Records - Формат: CD, DI, Streaming |

### Michael Draw
| Год  | Название              | Информация |
| ---- | --------------------- | --- |
| 2018 | Es ist wahr           | - Тип релиза: сингл - Совместно с Projekt Ich - С альбома: By Train Through Countries - Лейбл: Echozone - Формат: цифровая дистрибуция |
| 2022 | Strong Russian Accent | - Тип релиза: сингл - Совместно с Alex Kzn - Внеальбомный сингл - Лейбл: саморелиз - Формат: цифровая дистрибуция                      |
| 2023 | Triple kiss           | - Тип релиза: сингл - Совместно с Alex Kzn - Внеальбомный сингл - Лейбл: STAR SOUND LAB - Формат: цифровая дистрибуция                 |

### Периодические издания
- Ярослав «Yara» Жоган. Otto Dix (интервью с Михаэлем Драу и Мари Слип) // Gothica. — 2007. — № 5. — С. 24—25.
- Яна Белова. «Мужчина или женщина?» — спрашивают фанаты // СМ Номер один : газета. — 5 февраля 2009. Архивировано 16 января 2010 года.
- Михаэль Драу («Otto Dix»): кто вы, герр Дикс? // Ровесник : журнал. — 2009. — № 12. — С. 18—19. Архивировано 13 июля 2010 года.
- Татьяна Виниченко. Otto Dix (интервью с Михаэлем Драу и Мари Слип) // Rock Oracle : журнал. — 2009. — № 1. — С. 8—11. Архивировано 25 августа 2009 года.
- Михаэль Драу. Невероятные приключения русских в Германии (специальный отчёт Михаэля Драу о поездке и выступлении группы Otto Dix на фестивале «Wave Gothic Treffen — 2009». Часть I) // Rock Oracle : журнал. — 2009. — № 4. — С. 48—52. Архивировано 24 сентября 2009 года.
- Михаэль Драу. Невероятные приключения русских в Германии (специальный отчёт Михаэля Драу о поездке и выступлении группы Otto Dix на фестивале «Wave Gothic Treffen — 2009». Часть II) // Rock Oracle : журнал. — 2009. — № 5. Архивировано 13 ноября 2009 года.